# Hypodynerus bruchii
Hypodynerus bruchii är en stekelart som beskrevs av Brethes 1903. Hypodynerus bruchii ingår i släktet Hypodynerus och familjen Eumenidae. Inga underarter finns listade i Catalogue of Life.